# 南华大学 (湖南)
南华大学是中华人民共和国湖南省衡阳市的一所综合性大学，创立于2000年，是经中华人民共和国教育部批准，由原中南工学院和原衡阳医学院合并组建的面向全国招生的综合大学。学校由工业和信息化部、生态环境部、国家卫生健康委员会、国家国防科技工业局、中国核工业集团公司与湖南省人民政府共建，是湖南省国内一流大学建设高校，是国家中西部高校基础能力建设工程支持建设高校，是国家“111计划”学科创新引智基地。 2002年，核工业第六研究所并入南华大学。2012年2月22日，湖南省高校招生委员会审议通过南华大学列为本科一批招生院校。

## 学校概况
南华大学位于中国湖南省衡阳市蒸湘区，成立于1958年，是由工业和信息化部、生态环境部、国家国防科技工业局、国家卫生健康委员会、中国核工业集团公司与湖南省人民政府共建的综合性大学。学校由原隶属中国核工业部的中南工学院、核工业第六研究所与原隶属湖南省政府的衡阳医学院合并组建而成。
截至2022年3月，学校有红湘和雨母两个校区，图书资源总量345万余册，其中纸质藏书207万余册，纸质中外文期刊2400余种； 学校现有67个本科专业，涵盖工学、医学等9大学科门类；26个一级学科硕士学位授权点，20种硕士专业学位授权类别；8个一级博士学位授权点含1种专业博士学位类别；5个一级学科博士后科研流动站；20余个国家级科教平台；8所附属医院，其中6所为三级甲等医院。
南华大学是中华人民共和国教育部批准的卓越工程师、卓越医生教育培养计划单位，是国家级大学生创新创业训练基地，是湖南省人民政府批准的本科一批招生院校， 湖南省国内一流大学建设高校，国家中西部高校基础能力建设工程支持建设高校。 具有推荐优秀本科生免试攻读硕士研究生和硕博连读资格。学校面向中国31个省（直辖市、自治区）和港澳台招生，并招收外国留学生。 现有全日制本科生38106人，博士、硕士研究生7448人，国际学生388人。（截止2024年9月）
学校设有25个教学院部，8所直属型附属医院，设有核科学技术学院、机械工程学院、电气工程学院、资源环境与安全工程学院、计算机学院、土木工程学院、松霖建筑与设计与艺术学院、化学化工学院、数理学院、基础医学院、药学院、公共卫生学院、护理学院、经济管理与法学学院、语言文学学院、马克思主义学院、体育学院、国际学院、衡阳医学院。其中基础医学院、药学院、公共卫生学院、护理学院以及8个直属型附属医院构成衡阳医学院。管理1个独立学院：船山学院。
学校与国际原子能机构、英国剑桥大学、澳大利亚国立大学、日本东北大学等国内外30余所高校和科研机构建立了合作协作关系。获批“湖南省外国专家工作站”，留学生教育通过教育部“来华留学教育和管理质量”认证。学校是全国援外医疗工作先进集体单位。

### 校训
明德博学 求是致远

### 精神
勤勉务实，甘于奉献。刚健自强，敢为人先。

## 院系设置
- 机械工程学院
- 电气工程学院
- 核科学技术学院
- 资源环境与安全工程学院
- 计算机学院/软件学院
- 土木工程学院
- 松霖建筑与设计艺术学院
- 化学化工学院
- 数理学院
- 经济管理与法学学院
- 语言文学学院
- 马克思主义学院
- 体育学院
- 国际学院（与国际交流与合作处/港澳台事务办公室合署办公）
- 衡阳医学院（包括基础医学院、 药学院、公共卫生学院、护理学院、实验动物学部以及附属医院）
- 继续教育学院
- 船山学院（独立学院）

## 附属医院
- 南华大学附属第一医院/第一临床学院
- 南华大学附属第二医院/第二临床学院
- 南华大学附属第三医院
- 南华大学附属南华医院/南华临床学院
- 南华大学附属长沙中心医院/长沙中心医院临床学院
- 南华大学附属妇幼保健院
- 南华大学附属公共卫生医院
- 南华大学附属第七医院
- 南华大学附属职业病防治院

## [3]参考文献[4]
1. ↑  . 中国经济网.   [2019年9月12日].
2. 1 2 3 4  . 南华大学. 2019年11月1日  [2020年2月20日]. （原始内容存档于2020年8月1日） （中文（简体））.
3. ↑  .   [2024-11-14]. （原始内容存档于2024-09-13）.